# 出雲市立南中学校
出雲市立南中学校（いずもしりつ みなみちゅうがっこう）は、島根県出雲市朝山町にある公立中学校。

## 沿革
- 1989年（平成元年）4月1日 - 出雲市立第四中学校・出雲市立第五中学校と出雲市立第二中学校の一部（朝山・馬木地区）を統合して設立。

## 校区
- 校区は、稗原小学校、みなみ小学校の通学区域となっている。

## 部活動
- バレーボール部
- テニス部
- 吹奏楽部